# Карийцы

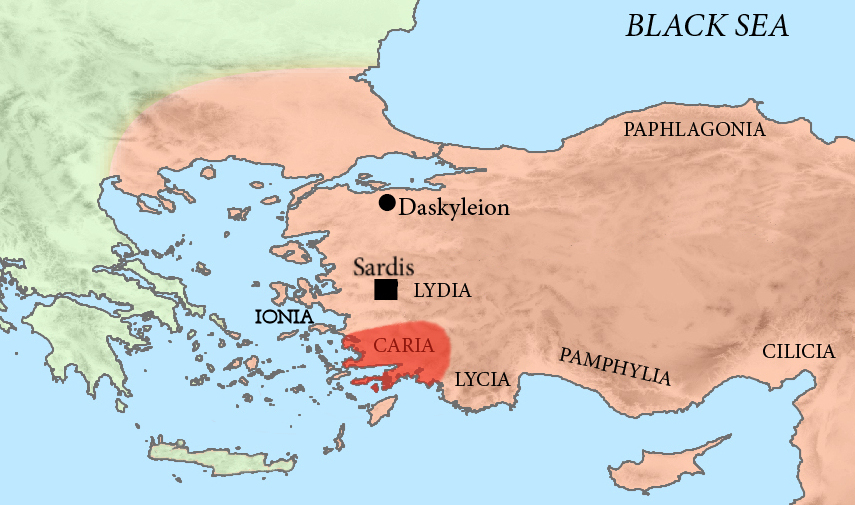
Расположение Карии в классических регионах Малой Азии

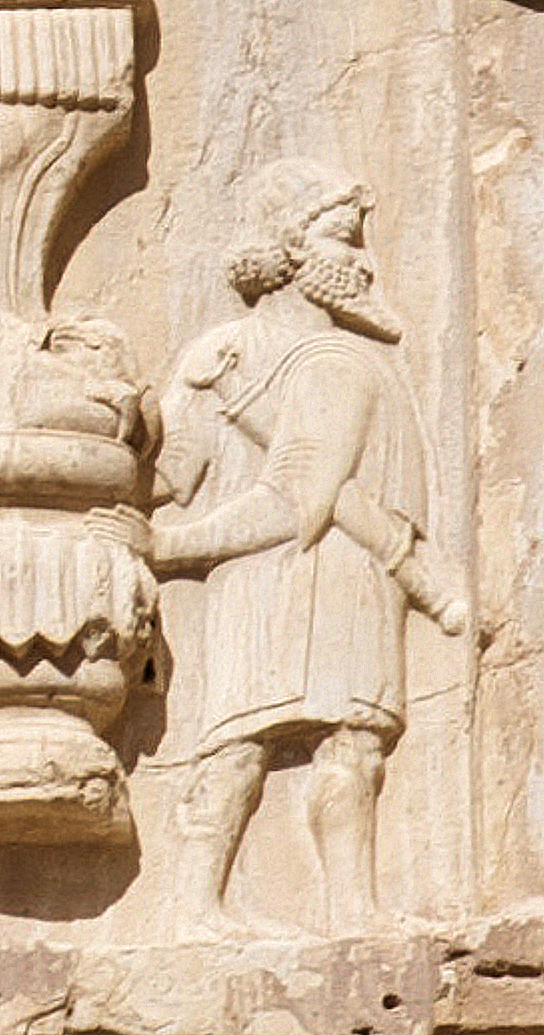
Карийский солдат армии Ахеменидов c. 480 г. до н. э. Гробница Ксеркса I.

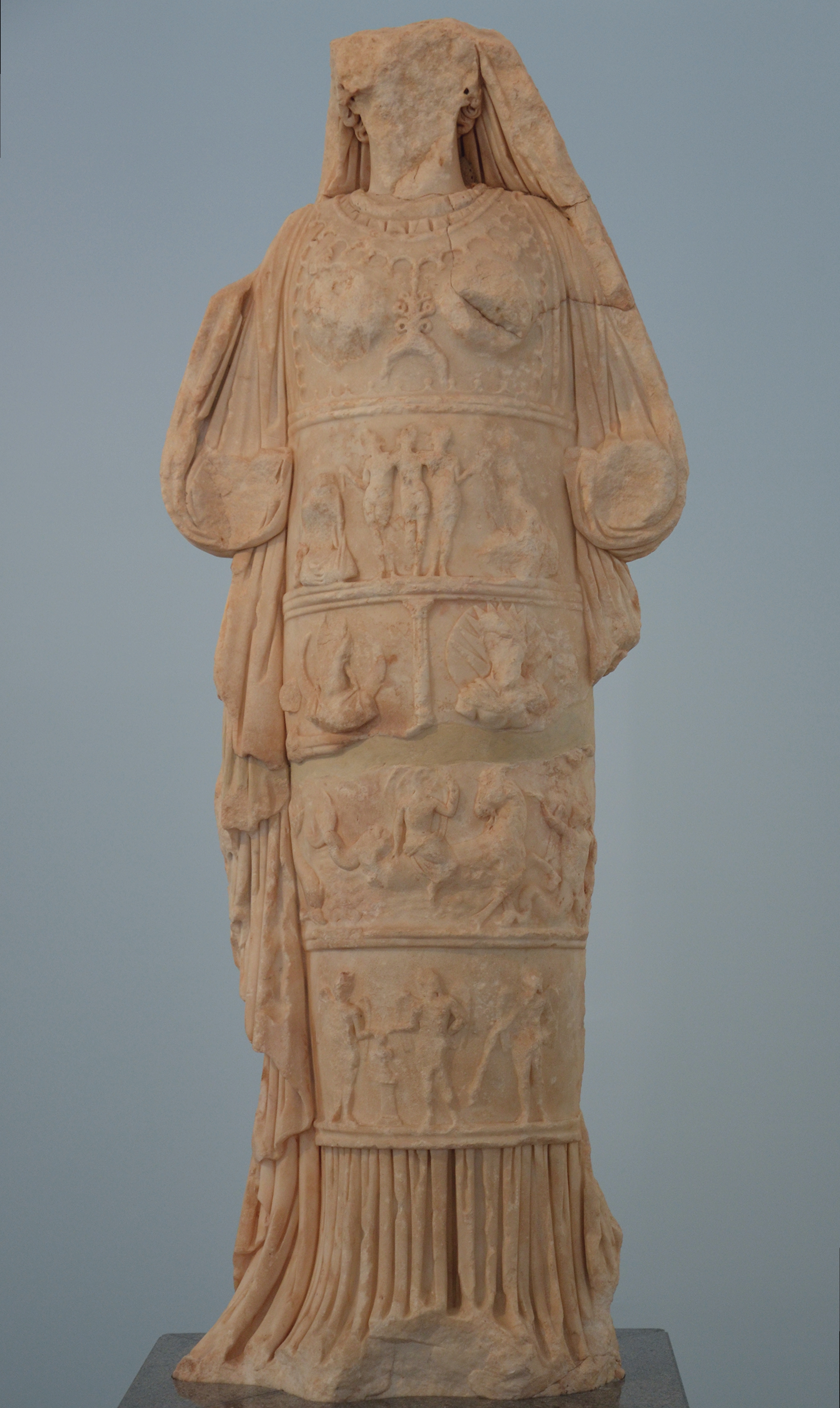
Древняя копия культового образа местной богини, эллинизированной как Афродита на Афродисиаде.

Карийцы (др.-греч. Κᾶρες, множественное число от Κάρ) — древние жители Карии на юго-западе Анатолии.

## Упоминания в негреческих источниках

### Каркиса
Часть исследователей считают первым упоминанием карийцев термин «Каркия» или «Каркиса» из хеттских текстов. Каркиса бронзового века впервые упоминается как союз племён или государство, помогавшее лиге Ассува в войне против хеттского короля Тудхалии I. Позже, в 1323 г. до н. э., царь Арнуванда II направил в Каркию письмо с просьбой предоставить убежище свергнутому Манапа-Тархунте из «земли реки Сеха», одного из княжеств в составе лувийского союза Арцава в западной Анатолии. Они так и сделали, позволив Манапе-Тархунте вернуть свое царство.
В 1274 году до нашей эры Каркиса также упоминается среди сражавшихся на стороне Хеттской империи против египтян в битве при Кадеше. В целом, хеттские записи, по-видимому, указывают на лувийское происхождение жителей Каркии (Каркисы), и если даже те владели лувийским письмом, то утратили грамотность в Тёмные века Анатолии.
Связь между «Каркией» или «Каркисой» бронзового века, с одной стороны, и Карией железного века и карийцами, весьма спорна, несмотря на то, что обе локализуются в западной Анатолии, поскольку неясно точное местоположение Каркисы. Косвенным подтверждением может быть то, что финикийцы называли карийцев krk, а на древнеперсидском языке они назывались krka.

### Египет
Большинство народов, бывших соседями карийцев, упоминается среди «народов моря», однако сами карийцы среди них отсутствуют, если только к ним не относится термин WSS, который связывали с городом Ясос в Карии.
Карийцев также упоминают в более поздний период в числе наёмников в надписях, найденных в Древнем Египте и Нубии и датированных правлением Псамметиха I и II под названиями «Кари» или «Хари».
В Египте обнаружено большое количество надписей на карийском языке 7-6 вв. до н. э.

### Ветхий Завет
В некоторых переводах библейских текстов карийцы упоминаются в 4 Царств 11: 4, 11:19 (/kɑˈɽi/ ; כָּרִי, на иврите буквально «как тучные овцы / козы», контекстуально «благородные» или «почитаемые»). Возможно, они также упоминаются во 2 Царств 8:18, 15:18 и 20:23 (כְּרֵתִי, «керетеи» или «хелефеи») — согласно альтернативной точке зрения, те могли быть критянами).

### Персия
Находки, связанные с карийцами, были обнаружены в древнем городе Персеполь или современном Тахт-и-Джамшиде в Иране .

## Язык

Надпись на египетском камне, выполненная иероглифами и на карийском языке. Написано имя карийского наёмника на службе фараонов